# Мокрушинский сельсовет (Казачинский район)
Мокрушинский сельсовет - сельское поселение в Казачинском районе Красноярского края.
Административный центр - село Мокрушинское.

## Население
| 2010 | 2012 | 2013 | 2014 | 2015 | 2016 | 2017 |
| ---- | ---- | ---- | ---- | ---- | ---- | ---- |
| 814  | ↘786 | ↘783 | ↘781 | ↘776 | ↘765 | ↘761 |

## Состав сельского поселения
В состав сельского поселения входят 2 населённых пункта:
| № | Населённый пункт | Тип населённого пункта       | Население |
| - | ---------------- | ---------------------------- | --------- |
| 1 | Мокрушинское     | село, административный центр | 787       |
| 2 | Подпорожье       | деревня                      | 27        |

## Местное самоуправление
Мокрушинский сельский Совет депутатов
Дата избрания: 14.03.2010. Срок полномочий: 5 лет. Количество депутатов:  7
Глава муниципального образования
- Червоткин Виктор Ануфриевич. Дата избрания: 14.03.2010. Срок полномочий: 5 лет